# Championnat du monde des rallyes 2002
Navigation
2001 2003

## Épreuves
|                 |                          |                     |                       |
| Noir = Asphalte | Marron = Terre / Gravier | Bleu = Neige/ glace | Rouge = Surface mixte |

## Calendrier / Résultats
Résultats détaillés sur : juwra.com : résultats détaillés 2002
| Manche | Dates         | Rallye                     | Vainqueur       | Voiture                 |
| ------ | ------------- | -------------------------- | --------------- | ----------------------- |
| 01     | 18/01 - 20/01 | Rallye Monte-Carlo         | Tommi Mäkinen   | Subaru Impreza WRC 2001 |
| 02     | 01/02 - 03/02 | Rallye de Suède            | Marcus Grönholm | Peugeot 206 WRC         |
| 03     | 08/03 - 10/03 | Tour de Corse              | Gilles Panizzi  | Peugeot 206 WRC         |
| 04     | 22/03 - 24/03 | Rallye de Catalogne        | Gilles Panizzi  | Peugeot 206 WRC         |
| 05     | 19/04 - 21/04 | Rallye de Chypre           | Marcus Grönholm | Peugeot 206 WRC         |
| 06     | 16/05 - 19/05 | Rallye d'Argentine         | Carlos Sainz    | Ford Focus WRC          |
| 07     | 13/06 - 16/06 | Rallye de l'Acropole       | Colin McRae     | Ford Focus WRC          |
| 08     | 11/07 - 14/07 | Rallye Safari              | Colin McRae     | Ford Focus WRC          |
| 09     | 08/08 - 11/08 | Rallye de Finlande         | Marcus Grönholm | Peugeot 206 WRC         |
| 10     | 22/08 - 25/08 | Rallye d'Allemagne         | Sébastien Loeb  | Citroën Xsara WRC       |
| 11     | 19/09 - 22/09 | Rallye Sanremo             | Gilles Panizzi  | Peugeot 206 WRC         |
| 12     | 03/10 - 06/10 | Rallye de Nouvelle-Zélande | Marcus Grönholm | Peugeot 206 WRC         |
| 13     | 31/10 - 03/11 | Rallye d'Australie         | Marcus Grönholm | Peugeot 206 WRC         |
| 14     | 14/11 - 17/11 | Rallye de Grande-Bretagne  | Petter Solberg  | Subaru Impreza WRC      |

## Équipes et pilotes
| Écurie                                           | Constructeur | Voiture                  | Pilote                | Copilote                | Manches          |
| ------------------------------------------------ | ------------ | ------------------------ | --------------------- | ----------------------- | ---------------- |
| Peugeot Total (écurie officielle)                | Peugeot      | Peugeot 206 WRC          | Richard Burns         | Robert Reid             | Toutes           |
| Peugeot Total (écurie officielle)                | Peugeot      | Peugeot 206 WRC          | Marcus Grönholm       | Timo Rautiainen         | Toutes           |
| Peugeot Total (écurie officielle)                | Peugeot      | Peugeot 206 WRC          | Gilles Panizzi        | Hervé Panizzi           | 1, 3-6, 8, 11-12 |
| Peugeot Total (écurie officielle)                | Peugeot      | Peugeot 206 WRC          | Harri Rovanperä       | Risto Pietiläinen       | 2, 5-8, 14       |
| Peugeot Total (écurie officielle)                | Peugeot      | Peugeot 206 WRC          | Harri Rovanperä       | Voitto Silander         | 9-10, 12-13      |
| Bozian Racing                                    | Peugeot      | Peugeot 206 WRC          | Gilles Panizzi        | Hervé Panizzi           | 2, 7, 14         |
| Bozian Racing                                    | Peugeot      | Peugeot 206 WRC          | Harri Rovanperä       | Risto Pietiläinen       | 1, 3-4           |
| Bozian Racing                                    | Peugeot      | Peugeot 206 WRC          | Harri Rovanperä       | Voitto Silander         | 11               |
| Bozian Racing                                    | Peugeot      | Peugeot 206 WRC          | Cédric Robert         | Gérald Bedon            | 11               |
| Peugeot Bastos Racing                            | Peugeot      | Peugeot 206 WRC          | Bruno Thiry           | Stéphane Prévot         | 1, 3-5, 7, 10-11 |
| Privé                                            | Peugeot      | Peugeot 206 WRC          | Olivier Burri         | Christophe Hofmann      | 1                |
| Privé                                            | Peugeot      | Peugeot 206 WRC          | Juuso Pykälistö       | Esko Mertsalmi          | 9, 14            |
| Privé                                            | Peugeot      | Peugeot 206 WRC          | Timo Salonen          | Launo Heinonen          | 9                |
| Privé                                            | Peugeot      | Peugeot 206 WRC          | Alistair Ginley       | Rory Kennedy            | 14               |
| Peugeot Sport Finland                            | Peugeot      | Peugeot 206 WRC          | Sebastian Lindholm    | Timo Hantunen           | 2, 9             |
| Powerhose WRT                                    | Peugeot      | Peugeot 206 WRC          | Achim Mörtl           | Klaus Wicha             | 3-5              |
| Michelin Grifone                                 | Peugeot      | Peugeot 206 WRC          | Valentino Rossi       | Carlo Cassina           | 14               |
| Ford Motor Co. Ltd. (écurie officielle)          | Ford         | Ford Focus WRC (phase 1) | Carlos Sainz          | Luis Moya               | Toutes           |
| Ford Motor Co. Ltd. (écurie officielle)          | Ford         | Ford Focus WRC (phase 1) | Colin McRae           | Nicky Grist             | 1-12             |
| Ford Motor Co. Ltd. (écurie officielle)          | Ford         | Ford Focus WRC (phase 1) | Colin McRae           | Derek Ringer            | 13-14            |
| Ford Motor Co. Ltd. (écurie officielle)          | Ford         | Ford Focus WRC (phase 1) | Markko Märtin         | Michael Park            | Toutes           |
| Ford Motor Co. Ltd. (écurie officielle)          | Ford         | Ford Focus WRC (phase 1) | François Duval        | Jean-Marc Fortin        | 5, 9, 13         |
| Ford Motor Co. Ltd. (écurie officielle)          | Ford         | Ford Focus WRC (phase 1) | Mark Higgins          | Bryan Thomas            | 14               |
| Privé                                            | Ford         | Ford Focus WRC (phase 1) | Armin Kremer          | Klaus Wicha             | 1                |
| Privé                                            | Ford         | Ford Focus WRC (phase 1) | Armin Kremer          | Dieter Schneppenheim    | 4, 7, 9-10, 14   |
| Privé                                            | Ford         | Ford Focus WRC (phase 1) | Emanuele Dati         | Massimo Chiapponi       | 1                |
| Privé                                            | Ford         | Ford Focus WRC (phase 1) | François Duval        | Jean-Marc Fortin        | 2-3              |
| Privé                                            | Ford         | Ford Focus WRC (phase 1) | Janne Tuohino         | Petri Vihavainen        | 2, 5             |
| Privé                                            | Ford         | Ford Focus WRC (phase 1) | Ioannis Papadimitriou | Allan Harryman          | 7, 14            |
| Privé                                            | Ford         | Ford Focus WRC (phase 1) | Armodios Vovos        | El-Em                   | 7                |
| Privé                                            | Ford         | Ford Focus WRC (phase 1) | Jari Viita            | Riku Rousku             | 9                |
| Privé                                            | Ford         | Ford Focus WRC (phase 1) | Urmo Aava             | Toomas Kitsing          | 9                |
| Stohl Racing                                     | Ford         | Ford Focus WRC (phase 1) | Manfred Stohl         | Ilka Minor              | 5, 14            |
| LPM Racing                                       | Ford         | Ford Focus WRC (phase 1) | Janne Tuohino         | Petri Vihavainen        | 9                |
| Ford España                                      | Ford         | Ford Focus WRC (phase 1) | Txus Jaio             | Lucas Cruz              | 14               |
| Marlboro Mitsubishi Ralliart (écurie officielle) | Mitsubishi   | Mitsubishi Lancer WRC    | François Delecour     | Daniel Grataloup        | 1-13             |
| Marlboro Mitsubishi Ralliart (écurie officielle) | Mitsubishi   | Mitsubishi Lancer WRC    | François Delecour     | Dominique Savignoni     | 14               |
| Marlboro Mitsubishi Ralliart (écurie officielle) | Mitsubishi   | Mitsubishi Lancer WRC    | Alister McRae         | David Senior            | 1-11             |
| Marlboro Mitsubishi Ralliart (écurie officielle) | Mitsubishi   | Mitsubishi Lancer WRC    | Jani Paasonen         | Arto Kapanen            | 2, 5, 9, 12-14   |
| Marlboro Mitsubishi Ralliart (écurie officielle) | Mitsubishi   | Mitsubishi Lancer WRC    | Justin Dale           | Andrew Bargery          | 14               |
| Privé                                            | Mitsubishi   | Mitsubishi Lancer Evo VI | Kaj Kuistila          | Kari Jokinen            | 9                |
| Privé                                            | Mitsubishi   | Mitsubishi Lancer Evo VI | Jari-Matti Latvala    | Carl Williamson         | 14               |
| 555 Subaru WRT (écurie officielle)               | Subaru       | Subaru Impreza S7 WRC    | Tommi Mäkinen         | Kaj Lindström           | 1-2, 4-8, 12     |
| 555 Subaru WRT (écurie officielle)               | Subaru       | Subaru Impreza S8 WRC    | Tommi Mäkinen         | Kaj Lindström           | 3, 9-11, 13-14   |
| 555 Subaru WRT (écurie officielle)               | Subaru       | Subaru Impreza S7 WRC    | Petter Solberg        | Phil Mills              | 1-4, 6, 9, 14    |
| 555 Subaru WRT (écurie officielle)               | Subaru       | Subaru Impreza S8 WRC    | Petter Solberg        | Phil Mills              | 5, 7-8, 10-13    |
| 555 Subaru WRT (écurie officielle)               | Subaru       | Subaru Impreza S7 WRC    | Achim Mörtl           | Klaus Wicha             | 10               |
| 555 Subaru WRT (écurie officielle)               | Subaru       | Subaru Impreza S8 WRC    | Achim Mörtl           | Klaus Wicha             | 11               |
| 555 Subaru WRT (écurie officielle)               | Subaru       | Subaru Impreza S7 WRC    | Toshihiro Arai        | Tony Sircombe           | 7, 10            |
| Privé                                            | Subaru       | Subaru Impreza S8 WRC    | Frédéric Dor          | Didier Breton           | 8                |
| Privé                                            | Subaru       | Subaru Impreza S7 WRC    | Benoît Rousselot      | Gilles Mondésir         | 3                |
| Styllex Tuning Prosport                          | Subaru       | Subaru Impreza S6 WRC    | Tomáš Hrdinka         | Petr Gross              | 2                |
| Privé                                            | Subaru       | Subaru Impreza S6 WRC    | Mikko Hirvonen        | Jarmo Lehtinen          | 14               |
| Privé                                            | Subaru       | Subaru Impreza S6 WRC    | Peter Stephenson      | Allan Whittaker         | 14               |
| Privé                                            | Subaru       | Subaru Impreza S5 WRC    | Richard Hein          | Philippe Servol         | 1                |
| Privé                                            | Subaru       | Subaru Impreza S5 WRC    | Johan Kressner        | Leif Wigert             | 2                |
| Privé                                            | Subaru       | Subaru Impreza S5 WRC    | Jean-Claude Torre     | Patrick de la Foata     | 3                |
| Privé                                            | Subaru       | Subaru Impreza S5 WRC    | Chris Thomas          | Andreas Christodoulides | 5                |
| Privé                                            | Subaru       | Subaru Impreza S5 WRC    | Nigel Heath           | Steve Lancaster         | 7-8              |
| Privé                                            | Subaru       | Subaru Impreza S5 WRC    | David Higgins         | Daniel Barritt          | 14               |
| Privé                                            | Subaru       | Subaru Impreza S5 WRC    | Eamonn Boland         | Francis Regan           | 14               |
| Privé                                            | Subaru       | Subaru Impreza S5 WRC    | Gareth Jones          | Ryland James            | 14               |
| Privé                                            | Subaru       | Subaru Impreza S5 WRC    | Stephen Harron        | Philip McCrea           | 14               |
| Privé                                            | Subaru       | Subaru Impreza S5 WRC    | Steve Fleck           | Mark Aspinwall          | 14               |
| Škoda Motorsport (écurie officielle)             | Škoda        | Škoda Octavia WRC        | Kenneth Eriksson      | Christina Thörner       | Toutes           |
| Škoda Motorsport (écurie officielle)             | Škoda        | Škoda Octavia WRC        | Toni Gardemeister     | Paavo Lukander          | Toutes           |
| Škoda Motorsport (écurie officielle)             | Škoda        | Škoda Octavia WRC        | Roman Kresta          | Jan Tománek             | 1, 3, 5, 8, 11   |
| Škoda Motorsport (écurie officielle)             | Škoda        | Škoda Octavia WRC        | Roman Kresta          | Miloš Hůlka             | 14               |
| Škoda Motorsport (écurie officielle)             | Škoda        | Škoda Octavia WRC        | Stig Blomqvist        | Ana Goni                | 2, 4, 7          |
| Škoda Motorsport (écurie officielle)             | Škoda        | Škoda Octavia WRC        | Gabriel Pozzo         | Daniel Stillo           | 4, 6             |
| Škoda Motorsport (écurie officielle)             | Škoda        | Škoda Octavia WRC        | Matthias Kahle        | Peter Göbel             | 10               |
| Privé                                            | Škoda        | Škoda Octavia WRC        | Riccardo Errani       | Stefano Casadio         | 1, 3             |
| Privé                                            | Škoda        | Škoda Octavia WRC        | Gabriel Pozzo         | Daniel Stillo           | 5, 7             |
| Mimex Motorsport                                 | Škoda        | Škoda Octavia WRC        | Tibor Cserhalmi       | Karol Bodnár            | 10               |
| Hyundai Castrol WRT (écurie officielle)          | Hyundai      | Hyundai Accent WRC       | Armin Schwarz         | Manfred Hiemer          | Toutes           |
| Hyundai Castrol WRT (écurie officielle)          | Hyundai      | Hyundai Accent WRC       | Freddy Loix           | Sven Smeets             | Toutes           |
| Hyundai Castrol WRT (écurie officielle)          | Hyundai      | Hyundai Accent WRC       | Juha Kankkunen        | Juha Repo               | 2, 5-9, 12-14    |
| Hyundai Castrol WRT (écurie officielle)          | Hyundai      | Hyundai Accent WRC       | Tomasz Kuchar         | Maciej Szczepaniak      | 3, 5             |
| Privé                                            | Hyundai      | Hyundai Accent WRC       | Kristian Kolberg      | Kjell Pettersen         | 2                |
| Privé                                            | Hyundai      | Hyundai Accent WRC       | Thomas Kolberg        | Ola Fløene              | 2                |
| Privé                                            | Hyundai      | Hyundai Accent WRC       | Natalie Barratt       | Roger Freeman           | 4, 7, 12-14      |
| Automobiles Citroën (écurie officielle)          | Citroën      | Citroën Xsara WRC        | Thomas Rådström       | Denis Giraudet          | 1-2, 4, 7-9, 14  |
| Automobiles Citroën (écurie officielle)          | Citroën      | Citroën Xsara WRC        | Sébastien Loeb        | Daniel Elena            | 1-2, 4, 7-10, 14 |
| Automobiles Citroën (écurie officielle)          | Citroën      | Citroën Xsara WRC        | Philippe Bugalski     | Jean-Paul Chiaroni      | 1, 4, 10         |
| Automobiles Citroën (écurie officielle)          | Citroën      | Citroën Xsara WRC        | Jesús Puras           | Marc Martí              | 10               |
| Piedrafita Sport                                 | Citroën      | Citroën Xsara WRC        | Sébastien Loeb        | Daniel Elena            | 13               |
| Piedrafita Sport                                 | Citroën      | Citroën Xsara WRC        | Philippe Bugalski     | Jean-Paul Chiaroni      | 3, 11            |
| Piedrafita Sport                                 | Citroën      | Citroën Xsara WRC        | Jesús Puras           | Carlos del Barrio       | 11               |
| Citroën Sport                                    | Citroën      | Citroën Xsara WRC        | Jesús Puras           | Carlos del Barrio       | 4                |
| Privé                                            | Toyota       | Toyota Corolla WRC       | Didier Auriol         | Denis Giraudet          | 1                |
| Privé                                            | Toyota       | Toyota Corolla WRC       | Manfred Stohl         | Ilka Minor              | 1                |
| Privé                                            | Toyota       | Toyota Corolla WRC       | Marco Menegatto       | Massimiliano Cerrai     | 1                |
| Privé                                            | Toyota       | Toyota Corolla WRC       | Henning Solberg       | Cato Menkerud           | 2, 9             |
| Privé                                            | Toyota       | Toyota Corolla WRC       | Juuso Pykälistö       | Esko Mertsalmi          | 2, 5             |
| Privé                                            | Toyota       | Toyota Corolla WRC       | Jussi Välimäki        | Tero Gardemeister       | 2, 9             |
| Privé                                            | Toyota       | Toyota Corolla WRC       | Tomasz Kuchar         | Maciej Szczepaniak      | 2, 7, 9, 12-14   |
| Privé                                            | Toyota       | Toyota Corolla WRC       | Stanislav Gryazin     | Dmitriy Eremeev         | 3-4              |
| Privé                                            | Toyota       | Toyota Corolla WRC       | Giovanni Recordati    | Freddy Delorme          | 7                |
| Privé                                            | Toyota       | Toyota Corolla WRC       | Rocco Theunissen      | Elisabeth Genten        | 10               |
| Privé                                            | Toyota       | Toyota Corolla WRC       | Austin McHale         | Brian Murphy            | 14               |
| Marlboro Rally Team Saudi Arabia                 | Toyota       | Toyota Corolla WRC       | Abdullah Bakhashab    | Bobby Willis            | 7                |
| Wevers Sport                                     | Toyota       | Toyota Corolla WRC       | Erik Wevers           | Michiel Poel            | 10               |
| Matador Czech National Team                      | Toyota       | Toyota Corolla WRC       | Jan Kopecký           | Filip Schovánek         | 10               |

## Classements

### Système de points en vigueur
| 10 pts | 6 pts | 4 pts | 3 pts | 2 pts | 1 pt |

| 10 pts | 6 pts | 4 pts | 3 pts | 2 pts | 1 pt |

### Classement constructeurs
| Classement constructeurs | Classement constructeurs | Classement constructeurs | Classement constructeurs | Classement constructeurs | Classement constructeurs | Classement constructeurs | Classement constructeurs | Classement constructeurs | Classement constructeurs | Classement constructeurs | Classement constructeurs | Classement constructeurs | Classement constructeurs | Classement constructeurs | Classement constructeurs | Classement constructeurs |
| Rang                     | Constructeur             | MON                      | SWE                      | FRA                      | ESP                      | CYP                      | ARG                      | GRE                      | KEN                      | FIN                      | GER                      | ITA                      | NZL                      | AUS                      | GBR                      | Total                    |
| ------------------------ | ------------------------ | ------------------------ | ------------------------ | ------------------------ | ------------------------ | ------------------------ | ------------------------ | ------------------------ | ------------------------ | ------------------------ | ------------------------ | ------------------------ | ------------------------ | ------------------------ | ------------------------ | ------------------------ |
| 1                        | Peugeot                  | 4                        | 16                       | 16                       | 16                       | 16                       | 0                        | 9                        | 6                        | 16                       | 16                       | 16                       | 16                       | 16                       | 2                        | 165                      |
| 2                        | Ford                     | 10                       | 6                        | 4                        | 5                        | 2                        | 14                       | 14                       | 14                       | 5                        | 7                        | 5                        | 3                        | 5                        | 10                       | 104                      |
| 3                        | Subaru                   | 12                       | 0                        | 4                        | 4                        | 7                        | 6                        | 2                        | 0                        | 5                        | 2                        | 4                        | 4                        | 4                        | 13                       | 67                       |
| 4                        | Hyundai                  | 0                        | 1                        | 0                        | 0                        | 1                        | 1                        | 1                        | 0                        | 2                        | 0                        | 0                        | 3                        | 0                        | 1                        | 10                       |
| 5                        | Škoda                    | 0                        | 0                        | 0                        | 0                        | 0                        | 5                        | 0                        | 0                        | 3                        | 0                        | 0                        | 0                        | 1                        | 0                        | 9                        |
| 6                        | Mitsubishi               | 0                        | 3                        | 2                        | 1                        | 0                        | 0                        | 0                        | 1                        | 0                        | 1                        | 1                        | 0                        | 0                        | 0                        | 9                        |

### Classement pilotes
| Classement pilotes | Classement pilotes | Classement pilotes | Classement pilotes | Classement pilotes | Classement pilotes | Classement pilotes | Classement pilotes | Classement pilotes | Classement pilotes | Classement pilotes | Classement pilotes | Classement pilotes | Classement pilotes | Classement pilotes | Classement pilotes | Classement pilotes |
| Rang               | Pilotes            | MON                | SWE                | FRA                | ESP                | CYP                | ARG                | GRE                | KEN                | FIN                | GER                | ITA                | NZL                | AUS                | GBR                | Total              |
| ------------------ | ------------------ | ------------------ | ------------------ | ------------------ | ------------------ | ------------------ | ------------------ | ------------------ | ------------------ | ------------------ | ------------------ | ------------------ | ------------------ | ------------------ | ------------------ | ------------------ |
| 1                  | Marcus Grönholm    | 5                  | 1                  | 2                  | 4                  | 1                  | DSQ                | 2                  | Ret                | 1                  | 3                  | 2                  | 1                  | 1                  | Ret                | 77                 |
| 2                  | Petter Solberg     | 6                  | Ret                | 5                  | 5                  | 5                  | 2                  | 5                  | Ret                | 3                  | Ret                | 3                  | Ret                | 3                  | 1                  | 37                 |
| 3                  | Carlos Sainz       | 3                  | 3                  | 6                  | Ret                | 11                 | 1                  | 3                  | Ret                | 4                  | 8                  | Ret                | 4                  | 4                  | 3                  | 36                 |
| 4                  | Colin McRae        | 4                  | 6                  | Ret                | 6                  | 6                  | 3                  | 1                  | 1                  | Ret                | 4                  | 8                  | Ret                | Ret                | 5                  | 35                 |
| 5                  | Richard Burns      | 8                  | 4                  | 3                  | 2                  | 2                  | DSQ                | Ret                | Ret                | 2                  | 2                  | 4                  | Ret                | Ret                | Ret                | 34                 |
| 6                  | Gilles Panizzi     | 7                  | 16                 | 1                  | 1                  | 10                 | Ret                | Ret                | 6                  |                    |                    | 1                  | 7                  | DNS                | 11                 | 31                 |
| 7                  | Harri Rovanperä    | Ret                | 2                  | 11                 | 7                  | 4                  | Ret                | 4                  | 2                  | Ret                | Ret                | 9                  | 2                  | 2                  | 7                  | 30                 |
| 8                  | Tommi Mäkinen      | 1                  | Ret                | Ret                | Ret                | 3                  | Ret                | Ret                | Ret                | 6                  | 7                  | Ret                | 3                  | DSQ                | 4                  | 22                 |
| 9                  | Markko Märtin      | 12                 |                    | 8                  | 8                  | 8                  | 4                  | 6                  | 4                  | 5                  | 6                  | 5                  | Ret                | 5                  | 2                  | 20                 |
| 10                 | Sébastien Loeb     | 2                  | 17                 |                    | Ret                |                    |                    | 7                  | 5                  | 10                 | 1                  |                    |                    | 7                  | Ret                | 18                 |
| 11                 | Philippe Bugalski  | Ret                |                    | 4                  | 3                  |                    |                    |                    |                    |                    | Ret                | Ret                |                    |                    |                    | 7                  |
| 12                 | Thomas Rådström    | Ret                | 37                 |                    | Ret                |                    |                    | 8                  | 3                  | Ret                |                    |                    |                    |                    | Ret                | 4                  |
| 13                 | Toni Gardemeister  | 10                 | Ret                | 12                 | 11                 | 15                 | 5                  | 10                 | Ret                | 12                 | Ret                | Ret                | 8                  | 6                  | 10                 | 3                  |
| 14                 | Alister McRae      | 14                 | 5                  | 10                 | 13                 | Ret                | 8                  | Ret                | 9                  | Ret                | Ret                | Ret                | DNS                | DNS                |                    | 2                  |
| 15                 | Bruno Thiry        | 11                 |                    | Ret                | Ret                | Ret                |                    | 12                 |                    |                    | 5                  | 13                 |                    |                    |                    | 2                  |
| 16                 | Juha Kankkunen     |                    | 8                  |                    |                    | Ret                | 7                  | Ret                | 8                  | Ret                |                    |                    | 5                  | Ret                | 9                  | 2                  |
| 17                 | Kenneth Eriksson   | 13                 | Ret                | Ret                | 17                 | 9                  | 6                  | 14                 | Ret                | Ret                | 10                 | 11                 | Ret                | 8                  | 13                 | 1                  |
| 18                 | Jesús Puras        |                    |                    |                    | 12                 |                    |                    |                    |                    |                    | Ret                | 6                  |                    |                    |                    | 1                  |
| 19                 | Freddy Loix        | Ret                | Ret                | 9                  | 10                 | Ret                | Ret                | Ret                | Ret                | 9                  | Ret                | 28                 | 6                  | Ret                | 8                  | 1                  |
| 20                 | Mark Higgins       |                    |                    |                    |                    |                    |                    |                    |                    |                    |                    |                    |                    |                    | 6                  | 1                  |

### JWRC
| 1  | Daniel Solà        | 0  | 10 | 3  | 10 | 4  | 10 | 37 |
| 2  | Andrea Dallavilla  | 0  | 6  | 6  | 6  | 10 | 1  | 23 |
| 3  | Janne Tuohino      | 0  | 2  | 10 | 0  | 0  | 3  | 15 |
| 4  | Giandomenico Basso | 0  | 4  | 0  | 0  | 6  | 4  | 14 |
| 5  | Nicola Caldani     | 6  | 0  | 4  | 0  | 3  |    | 13 |
| 6  | François Duval     | 10 | 1  | 0  | 0  | 1  | 0  | 12 |
| 7  | Niall McShea       | 0  | 0  | 0  | 0  | 0  | 6  | 6  |
| 8  | Niki Schelle       | 1  | 0  | 0  | 4  | 0  | 0  | 5  |
| 9  | Gigi Galli         | 0  | 3  | 0  | 0  | 2  |    | 5  |
| 10 | Roger Feghali      | 4  | 0  | 0  | 0  | 0  | 0  | 4  |
| 11 | Martin Rowe        | 0  | 0  | 2  | 2  | 0  | 0  | 4  |
| 12 | Daniel Carlsson    | 3  | 0  | 0  | 0  | 0  | 0  | 3  |
| 12 | Mirco Baldacci     | 0  | 0  | 0  | 3  | 0  | 0  | 3  |
| 14 | David Doppelreiter | 2  | 0  |    | 0  | 0  |    | 2  |
| 14 | Jussi Välimäki     | 0  | 0  | 0  | 0  | 0  | 2  | 2  |
| 16 | Alexander Foss     | 0  | 0  | 1  | 0  | 0  | 0  | 1  |
| 16 | Kosti Katajamäki   | 0  | 0  | 0  | 1  | 0  | 0  | 1  |

### PWRC
| 1  | Karamjit Singh       |    |    | 10 | 4  | 10 | 4  | 0  | 4  | 32 |
| 2  | Kristian Sohlberg    | 10 | 0  | 0  | 0  |    | 6  | 10 | 0  | 26 |
| 3  | Ramón Ferreyros      |    | 10 | 0  | 10 |    | 0  | 0  | 3  | 23 |
| 4  | Toshi Arai           | 6  | 0  | 0  | 6  | 0  |    | 0  | 10 | 22 |
| 5  | Alex Fiorio          | 3  |    | 0  |    | 0  | 10 | 3  | 6  | 22 |
| 6  | Martin Rowe          | 1  | 4  | 0  |    |    | 0  | 6  | 2  | 13 |
| 7  | Gustavo Trelles      | 0  | 3  | 6  | 3  |    |    |    |    | 12 |
| 8  | Dimitar Iliev        | 0  | 6  | 3  |    |    | 0  | 0  |    | 9  |
| 9  | Bernt Kollevold      | 0  | 0  | 1  |    |    | 2  | 1  | 1  | 5  |
| 10 | Marko Ipatti         | 4  |    |    |    |    | 0  |    |    | 4  |
| 11 | Luca Baldini         | 0  | 0  | 4  | 0  |    |    | 0  |    | 4  |
| 12 | Giovanni Manfrinato  |    | 0  | 0  | 0  |    | 0  | 4  | 0  | 4  |
| 13 | Saulius Girdauskas   | 2  | 0  | 2  |    |    | 0  |    | 0  | 4  |
| 13 | Marcos Ligato        |    |    | 0  | 2  | 0  | 0  | 2  | 0  | 4  |
| 15 | Alfredo De Dominicis | 0  | 0  | 0  |    |    | 3  | 0  | 0  | 3  |
| 16 | Beppo Harrach        |    | 2  | 0  | 0  |    | 0  | 0  | 0  | 2  |
| 17 | Stefano Marrini      |    | 1  | 0  | 1  | 0  |    | 0  | 0  | 2  |